# Rue des Camélias (Paris)
Pour les articles homonymes, voir Rue des Camélias.
La rue des Camélias est une voie du 14e arrondissement de Paris, en France.

## Situation et accès
La rue des Camélias est une voie publique située dans le 14e arrondissement de Paris. Elle débute au 197, rue Raymond-Losserand et se termine en impasse.

## Origine du nom
Le nom de cette rue lui a été donné par les propriétaires des jardins sur lesquels elle a été ouverte.

## Historique
La rue des Camélias, ouverte en 1880, finissait à l'origine rue des Arbustes, ouverte la même année. Cette partie finale, ayant été déclassée par l'arrêté du 10 janvier 1973, a été supprimée lors de l'aménagement de l'îlot des Mariniers.

## Bâtiments remarquables et lieux de mémoire
- No 5 : ancien lycée professionnel Les Camélias. Construit dans les années 1930, il est fermé en 1990 et proposé à la vente en 2017[1],[2].
- No 9 : Eugène Bénet, sculpteur, est domicilié au 9, villa des Camélias en 1931 [3]